# Pedro Fajardo y Córdoba
Pedro Fajardo y Córdoba, noble español perteneciente a la Casa de Fajardo, que ostentó los títulos y dignidades de III marqués de los Vélez grande de España, II marqués de Molina, señor de Mula, señor de Librilla, señor de Alhama, señor de Benitagla, adelantado mayor y capitán general del Reino de Murcia, alcaide de Lorca, comendador mayor de León, comendador de Caravaca, caballero de la Orden de Santiago, miembro de los Consejos de Estado y Guerra de Felipe II, mayordomo mayor de la reina Mariana de Austria y embajador del Rey en diversos lugares.
- Datos: Q6068739